# Yūki Kawamura
Yūki Kawamura (河村 勇輝, Kawamura Yūki), né le 2 mai 2001 à Yanai au Japon, est un joueur japonais de basket-ball évoluant au poste de meneur au sein de la franchise des Chicago Bulls en National Basketball Association (NBA).

## Biographie

### Carrière professionnelle
Le 19 octobre 2024, Kawamura signe un contrat two-way avec les Grizzlies de Memphis.
Le 19 juillet 2025, après une campagne de Summer League intéressante, il signe un contrat two-way avec les Bulls de Chicago.

### Carrière internationale
Kawamura dispute les Jeux olympiques 2024 avec le Japon. Lors du premier tour face à la France, il inscrit 29 points, prend 7 rebonds et réalise 7 passes décisives face aux futurs vice-champions olympiques.